# CPS-2

Logotipo

CPS-2 ou Capcom Play System 2 é uma placa de arcade criada pela Capcom. Estreou em 1993 com o jogo Super Street Fighter II. A CPS-2 consistia de duas partes separadas; uma placa A, que se conecta à fiação JAMMA e contém componentes comuns entre os jogos para CPS-2, e uma placa B, que contém o jogo em si. A relação entre as placas A e B é semelhante a que existe entre um console de videogame e um cartucho. As placas A e B para CPS-2 são diferenciadas por cor segundo sua região e cada placa só funciona quando utilizada com sua correlata da mesma cor.
As placas B possuem uma memória alimentada por bateria que contém os códigos de criptografia necessários para iniciar o jogo. Com o passar do tempo estas baterias perdem sua carga e o jogo para de funcionar. Esse "recurso" é conhecido pelos seus colecionadores como CPS suicide (suicídio CPS).
Devido ao método de criptografia utilizado, durante muito tempo se acreditou que a emulação da CPS-2 fosse quase impossível, mas em 2001, o grupo CPS-2 Shock foi capaz de obter dados do programa não criptografados do hardware, tornando a emulação possível, bem como à recuperação de cartuchos que tinha sido apagados por causa do sistema de suicídio CPS. Mas somente em 2007 o sistema de criptografia foi completamente quebrado, consistindo de 2 cifra Feistel de 64 bits.
Desde então, alguns emuladores como o MAME e o WinKawaks são capazes de emular o sistema.

## Cores regionais dos jogos para CPS-2
- Azul: E.U.A., Canadá e Europa
- Verde: Japão
- Laranja: América do Sul
- Cinza: Ásia
- Amarelo: "Região 0" (apenas para aluguel)
- Preto: "Região 0" incorpora as placas A e B em uma mesma unidade.

## Especificações técnicas da CPS-2
- CPU: Motorola 68000 a 11.8 MHz
- CPU de som: ZiLOG Z80 a 8 MHz
- Chip de som: Q-Sound a 4 MHz
- Paleta de cores: 32 bit
- Cores simultâneas na tela: 4.096
- Cores por objeto: 16 (4 bits por pixel)
- Número de objetos na tela: 900 (16 x 16 pixels)
- Scroll Faces: 3
- Resolução: 384 x 224

## Lista de jogos para CPS-2
nota: o nome japonês do jogo é listado primeiro, com os títulos norte-americano, europeu e internacional em seguida (exceto quando observado). O ano apresentado se refere ao lançamento original de cada jogo.
- 1944: The Loop Master (2000)
- 19XX: The War Against Destiny (1996)
- Alien Vs. Predator (1994)
- Battle Circuit (1997)
- Capcom Sports Club (1997)
- Cyberbots: Full Metal Madness (1995)
- Dungeons & Dragons: Tower of Doom (1993)
- Dungeons & Dragons: Shadow Over Mystara (1996)
- Galum Pa! (199?)
- Giga Wing (1999)
- Great Mahou Daisakusen (2000)
  - Dimahoo
- Hyper Street Fighter II: The Anniversary Edition (2004)
- Jyangokushi: Haoh no Saihai (1999)
- Kensei Mogura (?)
- Mars Matrix: Hyper Solid Shooting (2000)
- Marvel Super Heroes (1995)
- Marvel Super Heroes Vs. Street Fighter (1997)
- Marvel vs. Capcom: Clash of Super Heroes (1998)
- Mighty! Pang (2000)
- Pnickies (1994)
- Pocket Fighter (1997) 
  - Super Gem Fighter Mini Mix
- Powered Gear - Strategic Variant Armor Equipment (1994) 
  - Armored Warriors
- Progear no Arashi (2001)
  - Progear
- Puzz Loop 2 (2000)
- Quiz Nanairo Dreams: Nijiirochou no Kiseki (1996)
- Rockman: The Power Battle (1995) 
  - Mega Man: The Power Battle
- Rockman 2: The Power Fighters (1996)  
  - Mega Man 2: The Power Fighters
- Street Fighter Zero (1995) 
  - Street Fighter Alpha
- Street Fighter Zero 2 (1996)
  - Street Fighter Alpha 2
- Street Fighter Zero 2 Alpha (1996)
- Street Fighter Zero 3 (1998) 
  - Street Fighter Alpha 3
- Super Muscle Bomber (1994)
  - Ring of Destruction
- Super Puzzle Fighter II X  (1996) 
  - Super Puzzle Fighter II Turbo
- Super Street Fighter II: The New Challengers (1993)
- Super Street Fighter II: Turbo (1993?)
- Ultimate Ecology (1994) 
  - Eco Fighters
- Vampire: The Night Warriors (1994) 
  - Darkstalkers: The Night Warriors
- Vampire Hunter: Darkstalkers' Revenge (1996) 
  - Night Warriors: Darkstalkers' Revenge
- Vampire Hunter 2: Darkstalkers' Revenge (1997)
- Vampire Savior: The Lord of Vampire (1997)
- Vampire Savior 2: The Lord of Vampire (1997)
- X-Men: Children of the Atom (1994)
- X-Men Vs. Street Fighter (1996)